# Гай Фламиний
Гай Флами́ний (лат. Gaius Flaminius; около 260 — 22 июня 217 года до н. э.) — древнеримский политический деятель и военачальник, консул 223 и 217 годов до н. э. Не принадлежал к сенатской аристократии, начал свою карьеру в качестве народного трибуна и добился разделения между римскими плебеями «Галльского поля» на севере Италии. В 223 году до н. э., будучи консулом, разгромил галльское племя инсубров в долине реки Пад. Во время своей цензуры в 220 году построил Цирк Фламиния и Фламиниеву дорогу, которая соединила Рим с Аримином через Этрурию и Умбрию.
Источники зафиксировали поддержку, оказанную Гаем Фламинием Клавдиеву закону в 218 году до н. э.: этот закон запрещал представителям сенатского сословия владеть вместительными кораблями, то есть заниматься морской торговлей. По настоянию плебса Фламиний был ещё один раз избран консулом (на 217 год до н. э.) после первых поражений римлян во Второй Пунической войне. Вместе со своей армией попал в засаду, устроенную Ганнибалом у Тразименского озера и погиб в битве 22 июня 217 года до н. э.

## Биография

### Происхождение
Гай Фламиний принадлежал к незнатному плебейскому роду. Согласно консульским фастам, у его отца был преномен Гай, а у деда — Луций. Фламиний был «новым человеком», но его отец, видимо, всё же участвовал в политической жизни: он упоминается среди противников собственного сына во время трибуната последнего.

### Начало карьеры
Гай Фламиний родился около 260 года до н. э. Он впервые упоминается в источниках под 232 годом до н. э. как народный трибун. В этом качестве он, преодолев ожесточённое сопротивление сената, провёл аграрный закон, предполагавший раздел завоёванных земель Пицена (так называемого Галльского поля) между беднейшими гражданами. Источники не называют общее количество наделов, но в историографии существует предположение, что их было порядка 19 тысяч. Согласно Цицерону, трибунат Фламиния и его аграрный закон пришёлся на консулат Спурия Карвилия и Квинта Фабия Максима в 228 до н. э., что на четыре года позже датировки этих же событий Полибием. Ошибка Цицерона могла возникнуть из-за того, что начало трибуната Фламиния совпало с окончанием первого консулата Фабия, который выступал против принятия закона.
В 228 году до н. э., когда в Риме впервые избирали вместо двух преторов четырёх, Гай Фламиний оказался одним из победителей выборов и получил в управление Сицилию; он стал первым римским наместником этой провинции. Фламиний оставил после себя добрую память на острове: спустя тридцать лет, когда сын Фламиния был курульным эдилом, сицилийцы отправили в Рим миллион мер пшеницы, «чтобы оказать этим честь» и эдилу, и его отцу.

### Первое консульство
В 223 году до н. э. Гай Фламиний стал консулом вместе с патрицием Публием Фурием Филом. К тому моменту уже третий год шла война с галлами, которые, если верить Полибию, сочли колонизацию римлянами Пицена серьёзной угрозой. Консулы вместе возглавили армию, двинувшуюся на север, чтобы изгнать галлов из долины Пада. Римляне заключили союз с племенем анамаров и вторглись в земли инсубров, но здесь понесли настолько серьёзные потери, что были вынуждены подписать договор и отступить. Позже консулы получили помощь от племени гономанов и снова двинулись на инсубров. Командовавший в день решающего сражения Гай Фламиний всё-таки отказался от помощи галльских союзников, не будучи в них полностью уверен, и разрушил мост через реку, чтобы сделать своих легионеров более стойкими в бою. Римляне одержали победу над вражеской армией, насчитывавшей до 50 тысяч воинов, «благодаря только собственной доблести». Согласно Орозию, 9 тысяч галлов погибли, а 17 тысяч были взяты в плен.
Незадолго до начала этой битвы консулы получили письмо из Рима, в котором сенаторы требовали немедленно прекратить военные действия, вернуться в Рим и сложить консульские полномочия, объясняя это неблагоприятными знамениями: «река, которая бежит через землю пиценов, как сообщали очевидцы, потекла кровью, пошел слух, что в окрестностях города Аримина в небе показались три луны, а жрецы, наблюдавшие во время консульских выборов за полетом птиц, решительно утверждали, что публичное провозглашение новых консулов было неправильным и сопровождалось зловещими предзнаменованиями». Но Фламиний не стал вскрывать это письмо до окончания сражения, проявив таким образом, по словам Плутарха, «оскорбительное высокомерие». Вернувшись в Рим, он отпраздновал триумф по решению народного собрания; после этого ему пришлось досрочно сложить полномочия. Известно, что Фламиний воздвиг золотой трофей Юпитеру из захваченных в ходе этой войны гривен.
В 221 году Гай Фламиний стал начальником конницы при своём политическом противнике — диктаторе Квинте Фабии Максиме. Но сразу после объявления народу об этом назначении раздался писк мыши, который был расценён как дурное знамение; в результате обоим пришлось сложить полномочия.

### Цензура
В 220 году до н. э. Гай Фламиний стал цензором вместе с патрицием Луцием Эмилием Папом. Сохранились только отрывочные сведения об этой цензуре, значимость которой для Рима оценивают в историографии наравне с цензурой Аппия Клавдия Цека 312 года до н. э. С именем Гая Фламиния связывают попытку реформировать Центуриатные комиции, о которой известно только, что число центурий первого класса было уменьшено с 80 до 70, а общее число центурий осталось прежним — 193. Сообщение Ливия о зачислении вольноотпущенников в четыре городские трибы может говорить о предпринятой параллельно реформе трибутных комиций.
В первую очередь эта цензура прославилась строительством двух масштабных объектов: Цирка Фламиния, возведённого на Марсовом поле, и Фламиниевой дороги (лат. Via Flaminia), соединившей Рим с Аримином через Этрурию и Умбрию. Эта дорога должна была закрепить за Римом только что завоёванную часть Галлии. Согласно Плутарху, деньги на эти постройки Гай Фламиний выручил от продажи земель на захваченных территориях.

### Lex Claudia
В 218 году до н. э. Гай Фламиний поддержал выдвинутый народным трибуном Гаем Клавдием закон, вводивший ограничения для сенаторов и их сыновей на владение кораблями вместимостью свыше трёхсот амфор. При этом Ливий утверждает, что в сенате никто больше не выступил в поддержку этой инициативы. Некоторые историки предполагают, что Фламиний с помощью Клавдиева закона пытался запретить представителям сенатского сословия заниматься торговлей и действовал в интересах незнатной, но зажиточной части плебса, с которой начинали конкурировать нобили (возможно, в интересах всадников); существует также мнение, что, продвигая этот закон, Фламиний стремился предотвратить расхождение интересов крестьянства и аристократии, закрепив связь последней в первую очередь с землевладением.
Другие историки обращают внимание на то, что Ливий не называет Гая Фламиния инициатором Клавдиева закона, а Полибий вообще молчит об этой инициативе. Сенат, видимо, всё-таки поддержал Lex Claudia; отсюда возникает гипотеза, что Ливий прибег к риторическому преувеличению, говоря о Фламинии как единственном защитнике закона. Как считает российский антиковед В. Квашнин, «на сегодняшний момент в историографии возобладала взвешенная точка зрения, не ставящая принятие закона в прямую зависимость от экономических и политических интересов отдельных групп и сообществ».

### Второе консульство и гибель
В том же году, когда был принят Клавдиев закон, началась война с Карфагеном. Оба консула 218 года до н. э. — Публий Корнелий Сципион и Тиберий Семпроний Лонг — потерпели серьёзные поражения, так что северная граница Италии оказалась беззащитной. В этой ситуации плебс вопреки воле нобилитета избрал консулом Гая Фламиния. Ещё одним победителем выборов стал представлявший сенатскую «партию» патриций Гней Сервилий Гемин; в результате консулами впервые за время этой войны стали представители двух противоборствующих политических лагерей, что могло затруднять сотрудничество между ними на театре военных действий, но могло и быть проявлением своеобразного компромисса.
По жребию Гаю Фламинию досталась армия Тиберия Семпрония Лонга, зимовавшая в Плаценции. Опасаясь, что сенат задержит его в Риме под предлогом неблагоприятных предзнаменований, консул покинул Рим тайно, игнорируя необходимые ритуалы. Сенаторы, возмущённые столь явным пренебрежением религиозными традициями, направили вдогонку за Фламинием Квинта Теренция и Марка Антистия, чтобы заставить его вернуться, но тот всё же уехал в Аримин. Здесь он вступил в должность и принял под своё командование армию, приведённую Тиберием Семпронием.
В источниках сохранились разные данные о передвижениях римской и карфагенской армий в 217 году до н. э. Согласно Зонаре, Фламиний достиг Аримина, когда Ганнибал уже вторгся в Этрурию. Согласно Ливию, Гай Фламиний проследовал из Аримина в Арреций ещё до того, как Ганнибал начал поход на юг. Наконец, Полибий вообще не упоминает Аримин, говоря только о переходе Фламиния из Рима в Арреций. В любом случае Ганнибал, пройдя через Апеннины и болотистую долину реки Арн, оказался южнее армии консула, укрепившейся в Арреции, то есть между этой армией и Римом. Второй консул, Гней Сервилий, в это время был с двумя легионами в Аримине и теоретически мог присоединиться к своему коллеге, так что задачей Ганнибала стал скорейший разгром Гая Фламиния.
В свою очередь, Гаю Фламинию была необходима быстрая победа, чтобы одержать верх над своими политическими противниками в Риме, поэтому он не собирался уклоняться от сражения. Карфагеняне, не найдя у Арреция местности, удобной для битвы, двинулись к Риму, разоряя местность, а Фламиний бросился за ними, проигнорировав предложение подождать Гнея Сервилия. При этом и Фламиний, и его воины были уверены в исходе предстоящего боя; чувствуя ту же уверенность, местные жители следовали за армией, неся с собой цепи для пленных. Но, проходя через узкую долину вдоль северного берега Тразименского озера, римляне были внезапно атакованы противником.

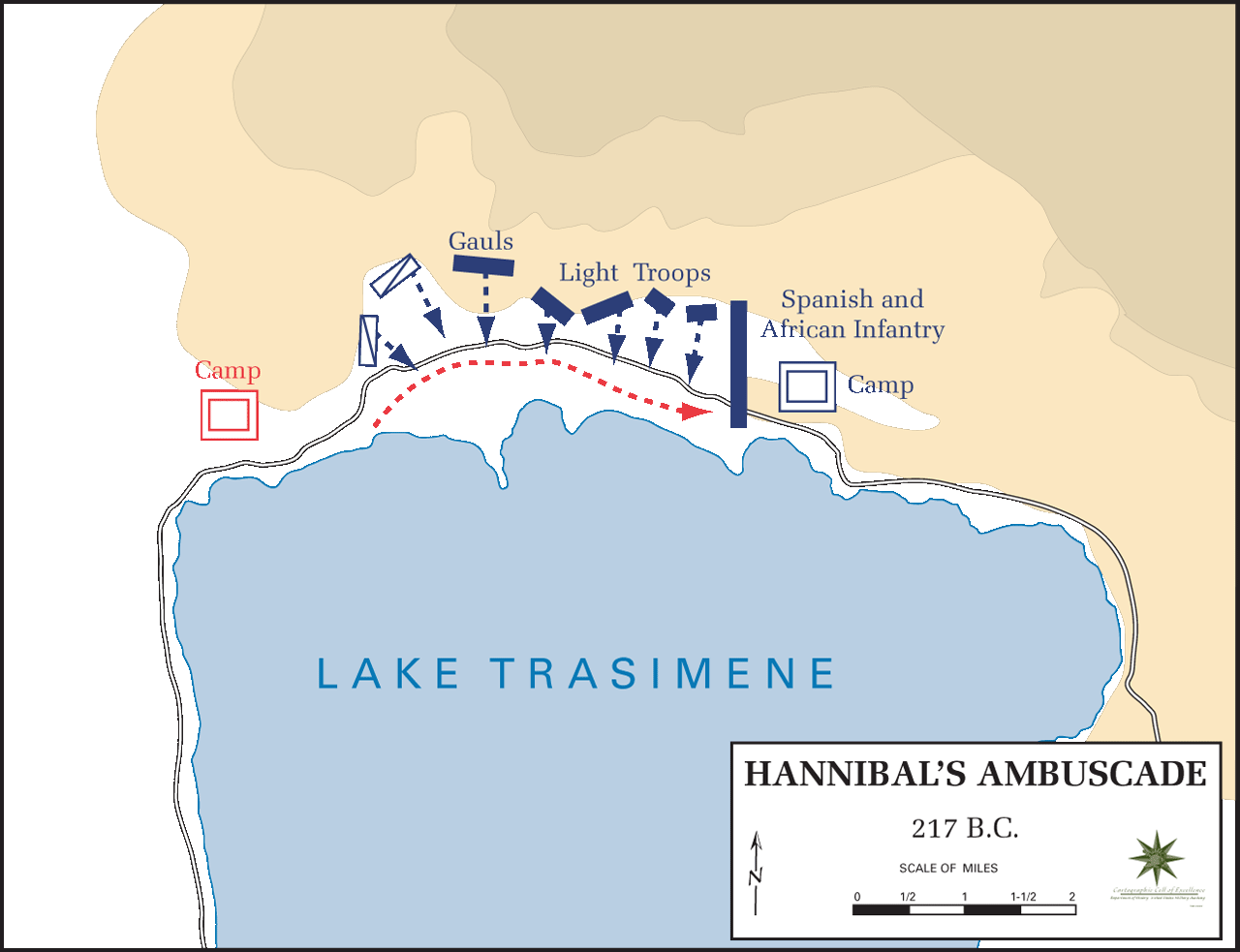
План битвы при Тразименском озере

Ганнибал приготовился к битве заранее. У входа в долину он разместил конницу и галльскую пехоту, на холме у выхода из неё — легковооружённых пехотинцев, а на центральных высотах, параллельных берегу озера — главные силы, иберов и ливийцев. На рассвете 22 июня 217 года до н. э. Гай Фламиний со своей армией, включавшей 30 тысяч пехотинцев и 3 тысячи кавалеристов, вошёл в долину. Он не выслал вперёд разведку, к тому же в то утро был густой туман, и передовые части римлян уже на выходе из долины внезапно наткнулись на противника. Тогда Ганнибал отправил в атаку все свои войска, одновременно обрушившиеся со всех холмов на армию Фламиния. Многие римляне, застигнутые врасплох, были убиты, даже не успев обнажить оружие и встать в строй. Консул, согласно Ливию, был потрясён происходящим, но держался бесстрашно и пытался организовать сопротивление врагу, обратившись к тем, кто мог его услышать, со словами «Мы спасёмся не молитвами и обетами, а доблестью и силой. Пробьёмся мечом через вражеские ряды: чем меньше страха, тем меньше опасности». Вокруг Фламиния кипела самая жаркая схватка. Наконец, галльский всадник из племени инсубров по имени Дукарий, узнавший консула, прорвался к нему и пронзил его копьём. После этого началось повальное бегство.
Армия Гая Фламиния погибла практически полностью. Ливий, ссылающийся на Фабия Пиктора, пишет о 15 тысячах убитых, Евтропий и Орозий — о 25 тысячах. От 6 до 15 тысяч римлян попали в плен. Тело Фламиния долго искали по приказу Ганнибала, чтобы предать достойному погребению, но так и не нашли.

## Потомки
У Гая Фламиния был сын того же имени, ставший консулом в 187 году до н. э.

## Оценки
Основные источники — Полибий и Тит Ливий — описали личность Гая Фламиния примерно одинаково, причём исключительно в негативных тонах. Причиной тому была характерная для обоих историков антипатия к демократическому движению, которое олицетворял собой этот политик. Кроме того, важнейшим первоисточником для более поздних античных авторов стал Фабий Пиктор, сородич главного политического противника Гая Фламиния — Квинта Фабия Максима. Полибий считал, что Гай Фламиний слишком старался угодить народу, что имело масштабные отрицательные последствия: инициированный им закон о колонизации «Галльского поля» «положил начало порче нравов у римлян и породил следовавшую за сим войну римлян» с галлами. И Полибий, и Ливий изобразили Фламиния как слишком самоуверенного человека, не слушающего ничьих советов, пренебрегающего традициями и совершенно неспособного к командованию на войне.
В историографии деятельность Гая Фламиния рассматривают как высшую точку демократического движения в Риме III века до н. э. Советский историк С. Ковалёв предположил, что при Фламинии было заключено неформальное «соглашение между формирующимся всадничеством и плебейско-крестьянской демократией». Относительно личных качеств Фламиния российский антиковед Е. Родионов заключил, что этот политик был человеком волевым и последовательным, решительным и довольно импульсивным. Совершенно никчёмным полководцем он не был, поскольку в своё время нанёс поражение галлам; но и большие способности на военном поприще Фламиний продемонстрировать не смог.

## В художественной литературе
Гай Фламиний действует в повести Александра Немировского «Слоны Ганнибала».